# Aki Lindén
Aki Lindén (ur. 19 kwietnia 1952 w Kopenhadze) – fiński polityk i lekarz, poseł do Eduskunty, w 2022 minister rodziny i służb społecznych.

## Życiorys
Absolwent Uniwersytetu w Turku, na którym uzyskał licencjat z medycyny (1977) i magisterium z nauk politycznych (1980). Pracował jako lekarz w Turku i jako asystent na macierzystej uczelni. Później związany z administracją zajmującą się służbą zdrowia, był dyrektorem ds. opieki zdrowotnej w Pori i lekarzem okręgowym w prowincji Finlandia Zachodnia. Pełnił funkcje dyrektora okręgu szpitalnego dla regionu Finlandia Południowo-Zachodnia (2001–2010) oraz dyrektora generalnego okręgu szpitalnego dla regionu Uusimaa i Helsinek (2010–2018).
Związał się z Socjaldemokratyczną Partią Finlandii. W wyborach parlamentarnych w 2019 z jej ramienia uzyskał mandat deputowanego do Eduskunty. W 2023 z powodzeniem ubiegał się o poselską reelekcję.
W lutym 2022 powołany na ministra rodziny i służb społecznych w rządzie Sanny Marin; zastąpił na tym stanowisku Kristę Kiuru, która ustąpiła w związku z urlopem rodzicielskim. Zakończył urzędowanie w październiku tegoż roku w związku z powrotem swojej poprzedniczki w skład rządu.